# Winter-Paralympics 2022/Biathlon
Bei den XIII. Winter-Paralympics wurden zwischen dem 5. und 11. März 2022 im Nordischen Ski- und Biathlonzentrum Guyangshu 18 Wettbewerbe im Biathlon ausgetragen.

## Medaillenspiegel
| Platz | Land                | Gold | Silber | Bronze | Gesamt |
| ----- | ------------------- | ---- | ------ | ------ | ------ |
| 1     | Ukraine             | 8    | 9      | 5      | 22     |
| 2     | Volksrepublik China | 4    | 2      | 6      | 12     |
| 3     | Vereinigte Staaten  | 3    | 2      | 1      | 6      |
| 4     | Deutschland         | 1    | 4      | 3      | 8      |
| 5     | Kanada              | 1    | 1      | 2      | 4      |
| 6     | Frankreich          | 1    | —      | —      | 1      |
| 7     | Kasachstan          | —    | —      | 1      | 1      |

## Frauen
| Disziplin      | Klasse       | Gold                | Gold         | Silber              | Silber       | Bronze              | Bronze       |
| 5. März 2022   | 5. März 2022 | 5. März 2022        | 5. März 2022 | 5. März 2022        | 5. März 2022 | 5. März 2022        | 5. März 2022 |
| -------------- | ------------ | ------------------- | ------------ | ------------------- | ------------ | ------------------- | ------------ |
| 6 Kilometer    | sehbehindert | Oksana Schyschkowa  | 20:09,0 min  | Linn Kazmaier       | 20:14,6 min  | Leonie Maria Walter | 20:51,5 min  |
| 6 Kilometer    | sitzend      | Oksana Masters      | 20:51,2 min  | Shan Yilin          | 21:06,3 min  | Kendall Gretsch     | 22:47,6 min  |
| 6 Kilometer    | stehend      | Guo Yujie           | 20:32,6 min  | Ljudmyla Ljaschenko | 20:41,4 min  | Zhao Zhiqing        | 22:19,0 min  |
| 8. März 2022   |              |                     |              |                     |              |                     |              |
| 10 Kilometer   | sehbehindert | Leonie Maria Walter | 41:21,0 min  | Oksana Schyschkowa  | 41:24,7 min  | Wang Yue            | 43:16,3 min  |
| 10 Kilometer   | sitzend      | Kendall Gretsch     | 33:12,3 min  | Oksana Masters      | 33:21,0 min  | Anja Wicker         | 35:45,3 min  |
| 10 Kilometer   | stehend      | Iryna Buj           | 38:14,9 min  | Oleksandra Kononowa | 38:28,2 min  | Ljudmyla Ljaschenko | 38:29,3 min  |
| 11. März 2022  |              |                     |              |                     |              |                     |              |
| 12 Kilometer   | sehbehindert | Oksana Schyschkowa  | 50:19,6 min  | Linn Kazmaier       | 50:23,2 min  | Leonie Maria Walter | 52:27,6 min  |
| 12,5 Kilometer | sitzend      | Oksana Masters      | 42:17,9 min  | Kendall Gretsch     | 42:23,7 min  | Shan Yilin          | 42:36,6 min  |
| 12 Kilometer   | stehend      | Ljudmyla Ljaschenko | 47:22,0 min  | Zhao Zhiqing        | 48:06,3 min  | Brittany Hudak      | 49:03,4 min  |

## Männer
| Disziplin      | Klasse       | Gold                   | Gold         | Silber                 | Silber       | Bronze                 | Bronze       |
| 5. März 2022   | 5. März 2022 | 5. März 2022           | 5. März 2022 | 5. März 2022           | 5. März 2022 | 5. März 2022           | 5. März 2022 |
| -------------- | ------------ | ---------------------- | ------------ | ---------------------- | ------------ | ---------------------- | ------------ |
| 6 Kilometer    | sehbehindert | Witalij Lukjanenko     | 17:05,8 min  | Oleksandr Kasik        | 17:31,9 min  | Dmytro Sujarko         | 17:33,3 min  |
| 6 Kilometer    | sitzend      | Liu Zixu               | 18:51,5 min  | Taras Rad              | 19:09,0 min  | Liu Mengtao            | 19:33,3 min  |
| 6 Kilometer    | stehend      | Hryhorij Wowtschynskyj | 16:17,6 min  | Marco Maier            | 17:03,4 min  | Mark Arendz            | 17:13,6 min  |
| 8. März 2022   |              |                        |              |                        |              |                        |              |
| 10 Kilometer   | sehbehindert | Witalij Lukjanenko     | 34:12,7 min  | Anatolij Kowalewskyj   | 34:57,3 min  | Dmytro Sujarko         | 35:30,9 min  |
| 10 Kilometer   | sitzend      | Liu Mengtao            | 30:37,7 min  | Martin Fleig           | 31:23,7 min  | Taras Rad              | 31:26,9 min  |
| 10 Kilometer   | stehend      | Mark Arendz            | 31:45,2 min  | Hryhorij Wowtschynskyj | 32:18,0 min  | Alexander Gerliz       | 33:06,5 min  |
| 11. März 2022  |              |                        |              |                        |              |                        |              |
| 12 Kilometer   | sehbehindert | Oleksandr Kasik        | 43:16,1 min  | Witalij Lukjanenko     | 44:44,3 min  | Yu Shuang              | 46:35,3 min  |
| 12,5 Kilometer | sitzend      | Liu Mengtao            | 38:29,4 min  | Taras Rad              | 39:13,9 min  | Liu Zixu               | 39:27,5 min  |
| 12 Kilometer   | stehend      | Benjamin Daviet        | 37:58,9 min  | Mark Arendz            | 40:13,0 min  | Hryhorij Wowtschynskyj | 42:26,0 min  |